# 巴伐利亞的馬克西米利安·埃曼努爾
巴伐利亞的馬克西米利安·埃曼努爾（德語：Maximilian Emanuel in Bayern，1849年12月7日—1893年6月12日），馬克西米利安·約瑟夫公爵與巴伐利亞盧多維卡公主的幼子，奧地利皇后伊麗莎白的弟弟。

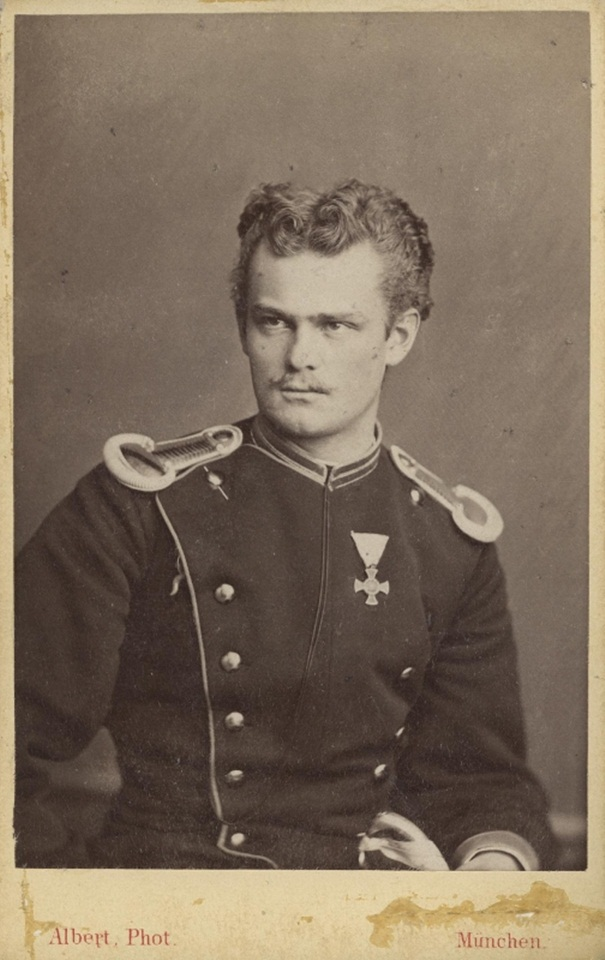
馬克西米利安·埃曼努爾

## 家庭
1875年，馬克西米利安·埃曼努爾和薩克森-科堡-哥達的阿瑪莉埃結婚，兩人共有三個兒子：
1. 西格弗里德（英语：Duke Siegfried August in Bavaria）（1876年—1952年）
2. 克里斯托夫（德语：Christoph in Bayern）（1879年—1963年）
3. 柳特波德（德语：Luitpold Emanuel in Bayern）（1890年—1973年）